# Jeroen Tjepkema
Jeroen Johannes Franciscus Tjepkema (Amsterdam, 27 juli 1970) is een  Nederlands nieuwslezer en journalist. 
Sinds 2000 is hij bij de  NOS werkzaam. Hij presenteert het  NOS Journaal op radio- en televisie.

## Loopbaan
Tijdens zijn rechtenstudie aan de Universiteit van Amsterdam werkte Tjepkema als freelance-nieuwslezer en journalist voor Radio Amsterdam, Radio Noordzee en  Radio 10 Gold. Na zijn afstuderen werd hij nieuwslezer bij Sky Radio. In 2000 stapte hij over naar het NOS Radionieuws. 
Sindsdien presenteert hij de nieuwsbulletins op alle publieke radiozenders. Zoals NPO Radio 1, NPO Radio 2, NPO 3FM, NPO Radio 5, NPO Klassiek en ook op regionale- en lokale radiozenders. 
Sinds juni 2006 is Tjepkema naast zijn werk voor de radio ook presentator van de NOS-televisiejournaals die overdag worden uitgezonden op NPO1. Sinds 2009 presenteert hij ook regelmatig de avondjournaals en het nieuwsblok van Nieuwsuur.
Tjepkema deed verslag van grote nieuwsgebeurtenissen. Op de radio berichtte hij over de aanslagen op 11 september 2001. Op televisie bracht hij groot nieuws zoals de  tsunami in Japan en de dood van  prins Friso.
Naast werkzaamheden als nieuwslezer zit hij ook in de taalcommissie van de NOS, waarvoor hij zich bezighoudt met de uitspraak en schrijfwijze van buitenlandse namen.